# Koszulka (arkusz referatowy)
Koszulka – czterostronicowy arkusz referatowy formatu A-4, stosowany w urzędach centralnych II RP (m.in.: MSZ, MSW, Prezydium Rady Ministrów) do sporządzania brulionu odpowiedzi. Cechą charakterystyczną koszulki, było występowanie na pierwszej stronie formularza  zawierającego rubryki wypełniane na każdym etapie obiegu pisma w urzędzie.